# Nemocnice Teplice

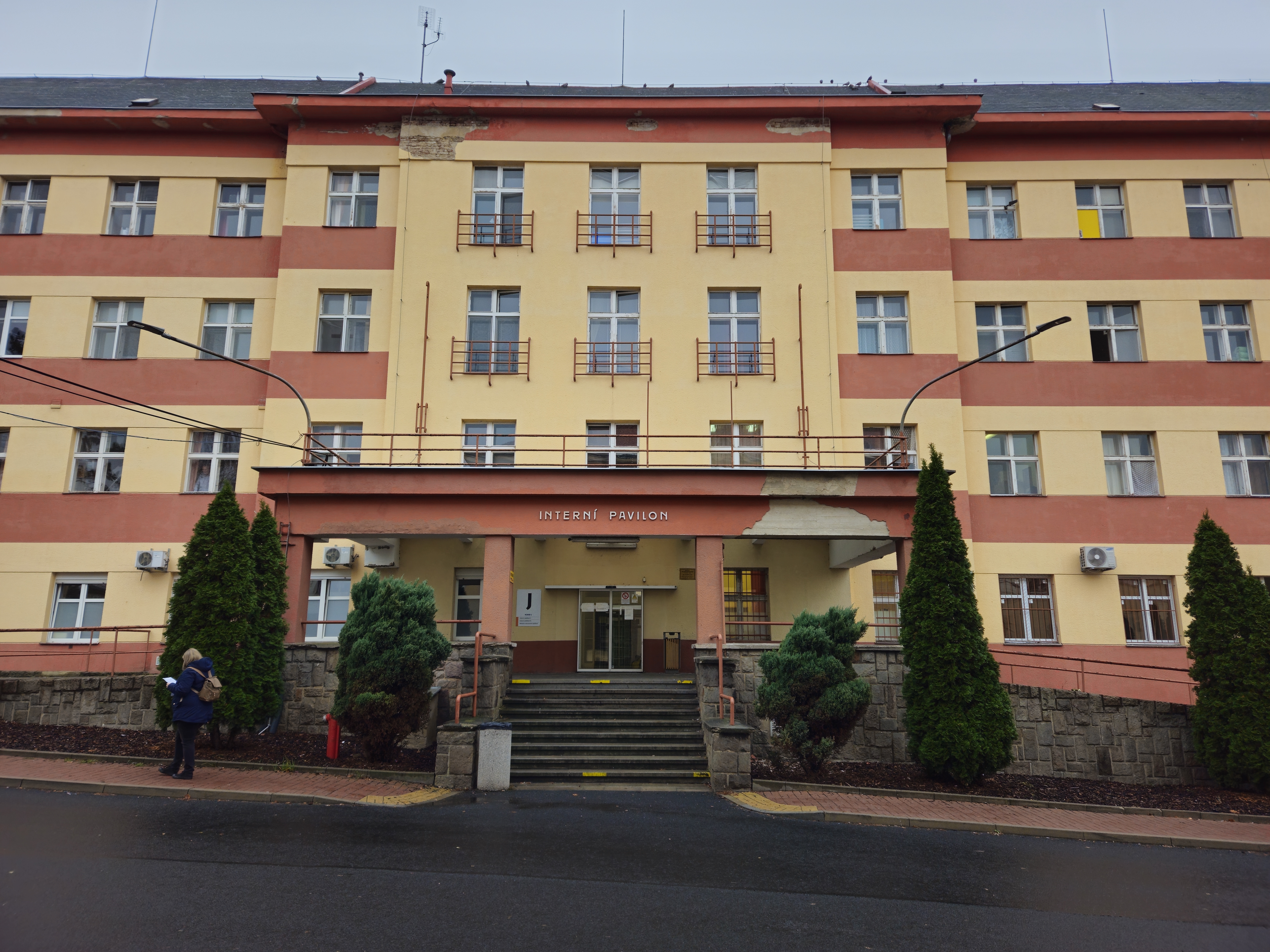
Interní pavilon

Nemocnice Teplice je velké zdravotnické zařízení nemocnice s poliklinikou v Teplicích, čtvrti Řetenice, s hlavním vchodem z ulice Duchcovská. Hlavní část byla postavena v roce 1895. V nemocnici je 509 lůžek pro pacienty.

## Historie výstavby

### Období do roku 1945
Dne 17. června 1888 založilo okresní zastupitelství fond na vybudování nemocnice a ze svých příjmů ukládalo ročně 2 000 zlatých. V roce 1891 rozhodlo okresní zastupitelství postavit nemocnici o 130 lůžkách za 200 000 zlatých, získaných z fondu, darů a příspěvku okresní nemocenské pokladny. Podle vzoru berlínské a vídeňské nemocnice byly zpracovány projekty 5 objektů, a sice: hlavní budovy, izolace, márnice, hospodářské a obytné budovy. Stavba byla dokončena v květnu 1895 a po vybavení zařízením otevřena 18. srpna 1896. V roce 1901 byl postaven chudobinec, ke kterému byly roku 1927 přistavěny boční objekty. V roce 1902 dal průmyslník Grohman postavit dětský pavilon. Další vývoj nemocnice zaostával za rozvojem okresu.

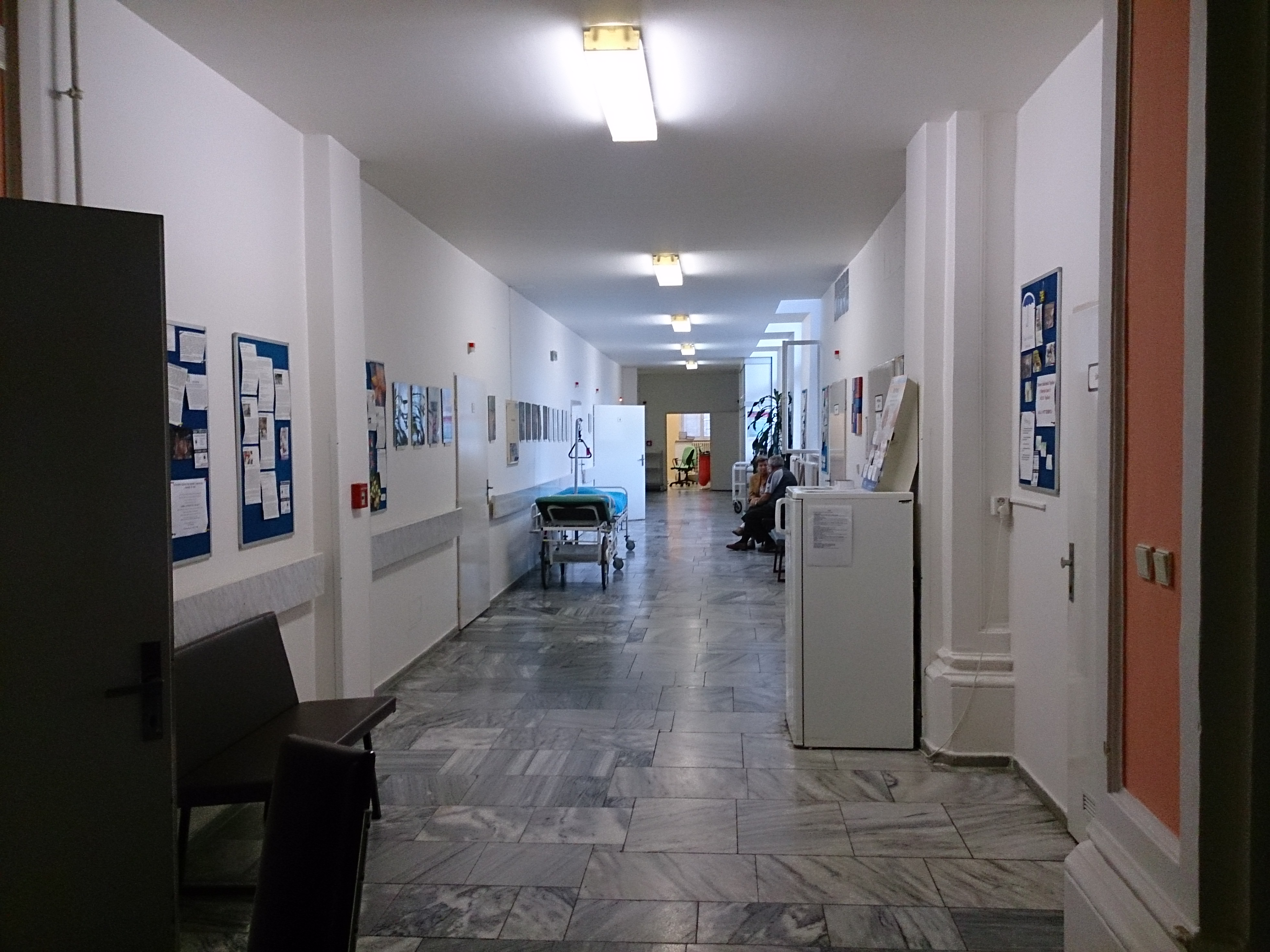
Chodba na neurologickém oddělení Teplické nemocnice.

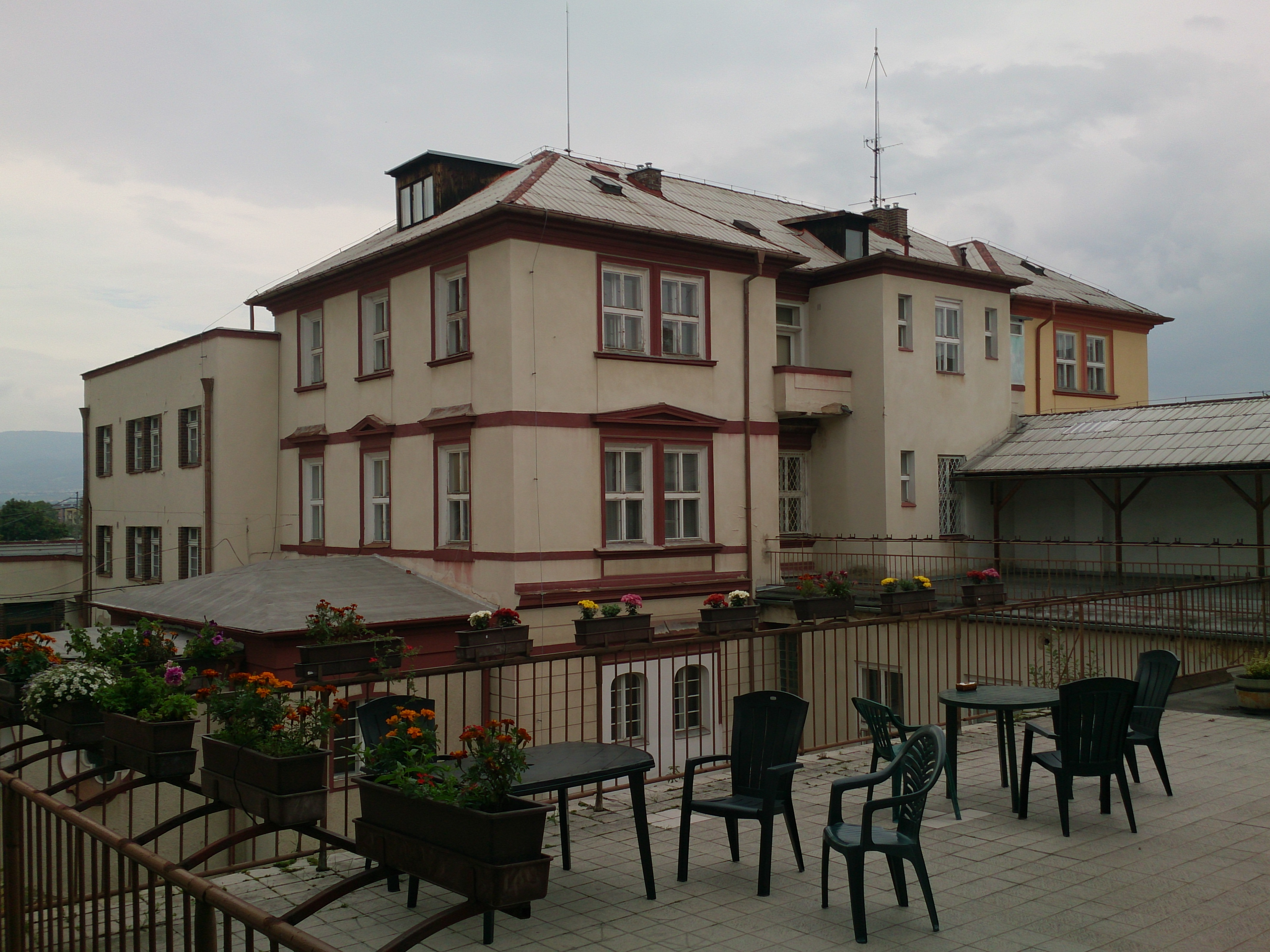
Budova naproti neurologického oddělení.

V letech 1915 - 1916 byl zřízen infekční pavilon a po válce provizorní tuberkulózní oddělení. Při první světové válce nemocnice katastrofálně zchátrala. Okresní správní komise začala v roce 1924 řešit situaci zpracováním představy o postupné výstavbě nemocnice. V roce 1925 byly zakoupeny přilehlé pozemky (celkově až na 25 ha). V letech 1926 - 1927 byla postavena přijímací budova, obytná budova, provizorní infekční pavilon a přístavba obou křídel u chorobince (dnešní interna). Roku 1928 byla zahájena rozsáhlá dostavba a přestavba nemocnice. Její součástí byla výstavba chirurgického pavilonu, hospodářské budovy, kuchyně, prádelny, telefonní ústředny, skleníků. V budovách bylo vybudováno ústřední topení, kanalizace a čistička odpadních vod. Stavby byly dokončeny v roce 1931. Náklady na výstavbu a modernizaci byly 32 140 000 Kč. Po této výstavbě měla nemocnice 592 lůžek.
Velká hospodářská krize a následně druhá světová válka znemožnila realizovat celý plán dostavby z roku 1924. Nebyl již postaven plicní, interní a infekční pavilon, patologicko-anatomické oddělení s prosekturou. Nemocnice byla v žalostném stavu a neudržovaná.

### Období po roce 1945
V roce 1991 byla ukončena rekonstrukce sekce A chirurgického pavilonu, v níž je umístěno také nové oddělení centrální sterilizace a šatny. Byla provedena kompletní výměna všech inženýrských sítí. V celém areálu nemocnice byl zaveden nový kabelový rozvod elektrické energie. V roce 1992 byla zahájena rekonstrukce sekce C - chirurgie a nástavba 1. podlaží na sekci C. Do objektu RDG byla účelně umístěna magnetická resonance. Maximální péče byla věnována postupné rekonstrukci a hlavně modernizaci stávajících objektů. Součástí této činnosti je i modernizace nové polikliniky, která byla postavena v letech 1987-1992 podle dřívějších socialistických koncepcí.

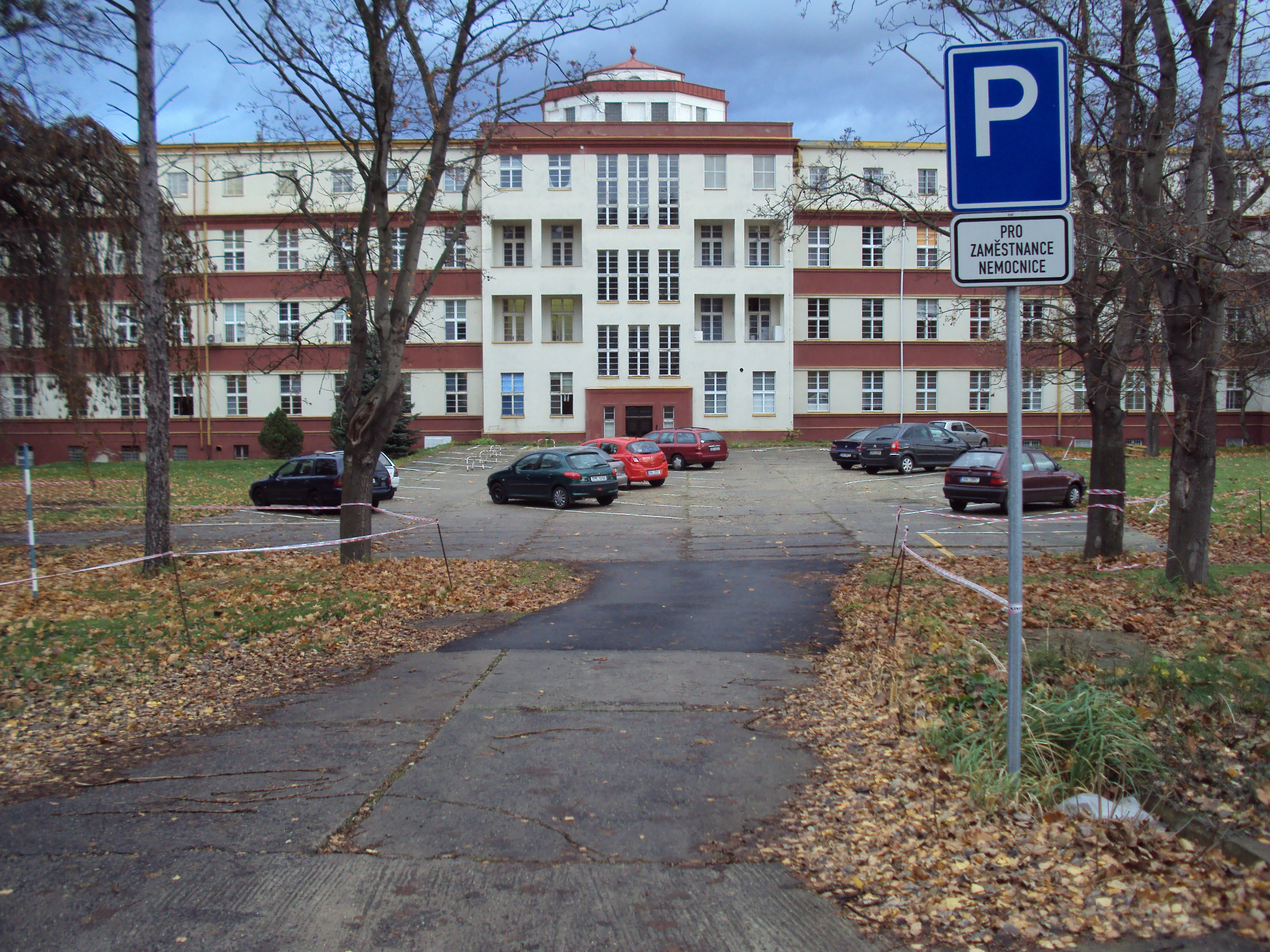
Vchod do nemocnice pro zaměstnance.

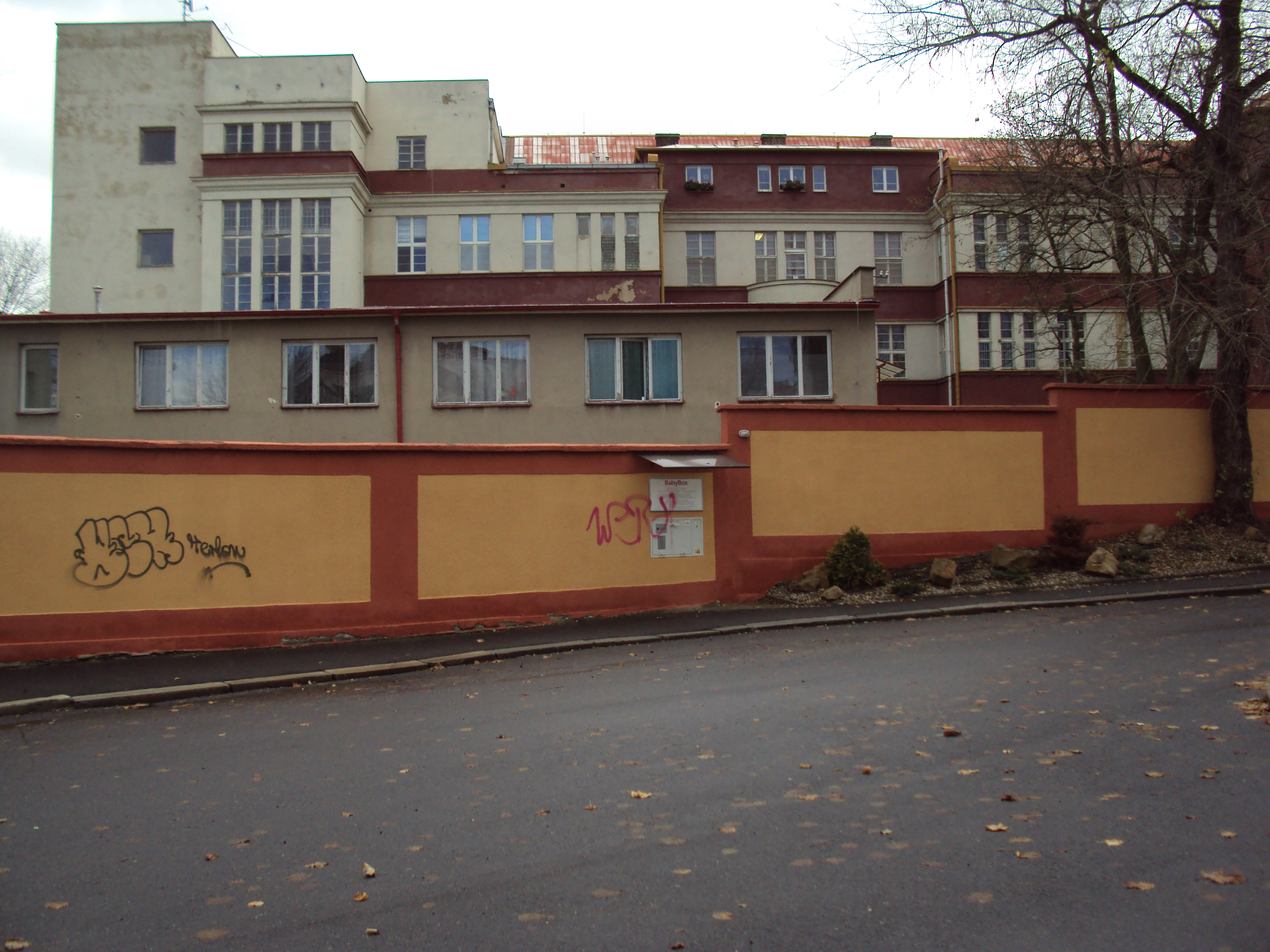
Baby box je z boku nemocnice.

V květnu 2009 byl v teplické nemocnici instalován babybox pro odložené děti. Text na něm je psán ve třech jazycích.

## Krajská zdravotní a.s.
Teplická nemocnice je od 1. září 2007 řízena společností Krajská zdravotní a.s., pod níž spadají nemocnice v řadě měst Ústeckého kraje. V teplické nemocnici jmenovala náměstkem pro zdravotní péči MUDr. Vlastimila Woznicu.